# Дор (Междуреченский район)
Дор — деревня в Междуреченском районе Вологодской области.
Входит в состав Ботановского сельского поселения (с 1 января 2006 года по 8 апреля 2009 года входила в Хожаевское сельское поселение), с точки зрения административно-территориального деления — в Хожаевский сельсовет.
Расстояние до районного центра Шуйского по автодороге — 41 км, до центра муниципального образования села Игумницево по прямой — 18 км. Ближайшие населённые пункты — Лычево, Ковригино, Екимково.
По данным переписи в 2002 году постоянного населения не было.